# Touch of Grey
«Touch of Grey» es un sencillo de 1987 de la banda estadounidense Grateful Dead, perteneciente al álbum In the Dark. La música fue compuesta por Jerry Garcia y la letra por Robert Hunter. La canción ingresó en el top 10 de la lista Billboard's Hot 100.

## Vídeo musical
El vídeo de "Touch of Grey" fue rotado constantemente en el canal MTV, y muestra a la banda en concierto convertidos en esqueletos. Fue dirigido por Gary Gutierrez, quien ya había trabajado con la banda anteriormente.

## Versiones
- «Touch of Grey» ha sido versionada por la banda Mighty Diamonds en el álbum Fire on the Mountain: Reggae Celebrates the Grateful Dead.